# Proekoides hawekwae
Proekoides hawekwae är en insektsart som beskrevs av Stiller 1986. Proekoides hawekwae ingår i släktet Proekoides och familjen dvärgstritar. Inga underarter finns listade i Catalogue of Life.